# Lytocarpia chiltoni
Lytocarpia chiltoni är en nässeldjursart som först beskrevs av V.S. Bale 1924.  Lytocarpia chiltoni ingår i släktet Lytocarpia och familjen Aglaopheniidae. Inga underarter finns listade i Catalogue of Life.